# Areas orientalis
Areas orientalis är en fjärilsart som beskrevs av Walker 1855. Areas orientalis ingår i släktet Areas och familjen björnspinnare. Inga underarter finns listade i Catalogue of Life.